# Дегтярёв, Григорий Григорьевич
Григорий Григорьевич Дегтярёв (16 августа 1958, Воркута, Коми АССР — 7 марта 2011, Киров) — советский легкоатлет (десятиборье), чемпион и призёр чемпионатов СССР, рекордсмен СССР (8698 очков, 1984 год), обладатель Кубка Европы, победитель Игр доброй воли 1986 года, Заслуженный мастер спорта СССР (1984).

## Биография
Выпускник Вятского государственного педагогического университета. В 1975—1988 годах был членом сборной команды страны. После ухода из спорта работал тренером-преподавателем по лёгкой атлетике СДЮШОР «Родина» и ШВСМ Кирова. С 1996 года был председателем Комитета по физической культуре и спорту администрации Кировской области. В 2006 году перешёл на работу в Вятский государственный университет помощником ректора по вопросам социального развития и спортивно-массовой работы. В 2009 году ему было присвоено звание Почётный гражданин города Кирова.

## Спортивные результаты
- Чемпионат СССР по лёгкой атлетике в помещении 1981 года — ;
- Чемпионат СССР по лёгкой атлетике в помещении 1982 года — ;
- Чемпионат СССР по лёгкой атлетике 1982 года — ;
- Лёгкая атлетика на летней Спартакиаде народов СССР 1983 года — ;
- Чемпионат СССР по лёгкой атлетике 1984 года — ;